# Parajana gabunica
Parajana gabunica är en fjärilsart som beskrevs av Aurivillius 1892. Parajana gabunica ingår i släktet Parajana och familjen Eupterotidae. Inga underarter finns listade i Catalogue of Life.